# Коллингсуэрт (округ)
Коллингсуэрт (англ. Collingsworth County) — округ в США, штате Техас. Официально образован в 1891 году и назван в честь Джеймса Коллинсуэрта (в написание фамилии вкралась ошибка — была добавлена буква g, это недоразумение так никогда и не было исправлено) — первого председателя Верховного суда Республики Техас, участника разработки и принятия декларации о независимости Техаса. По состоянию на 2000 год, численность населения составляла 3206 человек. Окружным центром является город Веллингтон.
Округ Коллингсуэрт входит в число 46 округов Техаса с действующим сухим законом или ограничениями на продажу спиртных напитков.

## География
По данным Бюро переписи США, общая площадь округа равняется 2381 км², из которых 2380 км² суша и 1 км² или 0,07% это водоемы.

### Соседние округа
- Бекем (северо-восток)
- Донли (запад)
- Уилер (север)
- Хармон (юго-восток)
- Холл (юго-запад)
- Чилдресс (юг)

## Демография
По данным переписи населения 2000 года в округе проживало 3206 жителей, в составе 1294 хозяйств и 916 семей. Плотность населения была 1 человек на 1 квадратный километр. Насчитывалось 1723 жилых домов, при плотности покрытия 1 постройка на 1 квадратный километр. По расовому составу население состояло из 79,82% белых, 5,33% чёрных или афроамериканцев, 1,62% коренных американцев, 0,19% азиатов, 10,89% прочих рас, и 2,15% представители двух или более рас. 20,43% населения являлись испаноязычными или латиноамериканцами.
Из 1294 хозяйств 29,8% воспитывали детей возрастом до 18 лет, 57,5% супружеских пар живших вместе, в 9,8% семей женщины проживали без мужей, 29,2% не имели семей. На момент переписи 27,8% от общего количества жили самостоятельно, 17,5% лица старше 65 лет, жившие в одиночку. В среднем на каждое хозяйство приходилось 2,44 человека, среднестатистический размер семьи составлял 2,97 человека.
Показатели по возрастным категориям в округе были следующие: 26,4% жители до 18 лет, 6,6% от 18 до 24 лет, 22,6% от 25 до 44 лет, 22,5% от 45 до 64 лет, и 22% старше 65 лет. Средний возраст составлял 41 год. На каждых 100 женщин приходилось 93 мужчины. На каждых 100 женщин в возрасте 18 лет и старше приходилось 88 мужчин.
Средний доход на хозяйство в округе составлял 25 438 $, на семью — 33 323 $. Среднестатистический заработок мужчины был 24 808 $ против 17 679 $ для женщины. Доход на душу населения был 15 318 $. Около 14,8% семей и 18,7% общего населения находились ниже черты бедности. Среди них было 27,2% тех кому ещё не исполнилось 18 лет, и 16,4% тех кому было уже больше 65 лет.

## Политическая ориентация
На президентских выборах 2008 года Джон Маккейн получил 78,91% голосов избирателей против 19,58% у демократа Барака Обамы.
В Техасской палате представителей округ Коллингсуэрт числится в составе 68-го района. Интересы округа представляет республиканец Дрю Спрингер из Манстера.

## Населённые пункты

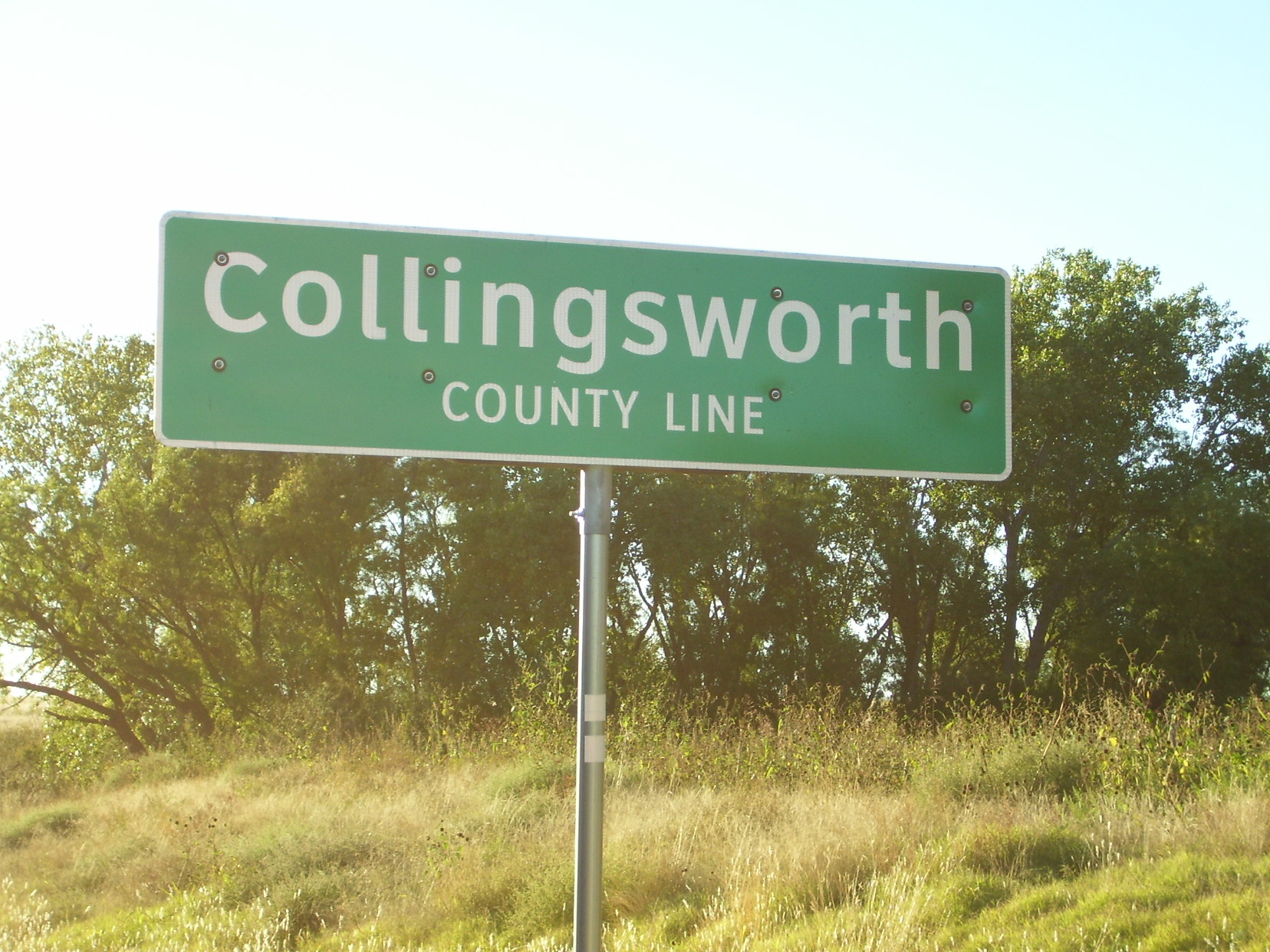
Придорожный знак на границе округа

### Города
- Веллингтон
- Додсон

### Определяемые переписью места
- Куэйл
- Самнорвуд

## Образование
Образовательную систему округа составляют следующие учреждения:
- школьный округ Веллингтон
- школьный округ Самнорвуд[5]
- школьный округ Хедли (частично)